# Pachycondyla cribrata
Pachycondyla cribrata är en myrart som beskrevs av Santschi 1910. Pachycondyla cribrata ingår i släktet Pachycondyla och familjen myror. Inga underarter finns listade i Catalogue of Life.